# Sciame di dicchi

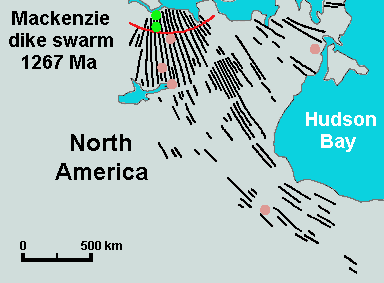
Mappa dello sciame di dicchi Mackenzie.

Uno sciame di dicchi è una vasta struttura geologica che consiste di una serie di dicchi orientati in senso parallelo, lineare o radiale, intrusi all'interno della crosta continentale. Uno sciame può essere composto anche da centinaia di dicchi formatasi più o meno contemporaneamente durante un singolo evento intrusivo ed hanno rilevanza sia dal punto di vista magmatico che stratigrafico. Gli sciami di dicchi possono concorrere alla formazione di una grande provincia ignea e rappresentano le radici di una provincia vulcanica.
L'esistenza di sciami di dicchi mafici nei terreni risalenti all'Archeano e al Paleoproterozoico vengono citati come evidenza dell'attività di un mantle plume, o pennacchio del mantello, associata a temperature del mantello terrestre abnormalmente elevate.
Gli sciami di dicchi si possono estendere anche per di più di 400 km sia in lunghezza che in larghezza. Il più esteso è lo sciame di dicchi Mackenzie, situato nella porzione occidentale dello scudo canadese, che ha una larghezza di oltre 500 km e si estende in lunghezza per circa 3.000 km.
Il numero dei grandi sciami di dicchi conosciuti sulla Terra è limitato a circa 25. La geometria primaria di queste grandi strutture primarie è tuttora poco conosciuta a causa dell'età della loro formazione e della conseguente lunga attività tettonica che li ha modificati o erosi.
Sciami di dicchi sono stati recentemente scoperti anche sui pianeti Venere e Marte.

## Distribuzione geografica degli sciami di dicchi

### Africa
- Cape Peninsula dyke swarm (South Africa)
- Sciame di dicchi Okavango (Botswana)
- Dicchi di dolerite Regione di Guéra (Ciad, Africa centrale)[4]

### Antartide
- Sciami di dicchi delle Vestfold Hills (Antartide orientale)

### Asia
- Sciame di dicchi della Cina del Nord (cratone della Cina del Nord, Cina)
- Sciame di dicchi Sayan (Russia)
- Sciame di dicchi Shirotori-Hiketa (Shikoku nordorientale, Giappone)

### Australia
- Sciame di dicchi Gairdner (Australia Meridionale)
- Sciame di dicchi Mundine Well (Australia Occidentale)
- Sciame di dicchi Wood's Point (Victoria, Australia)

### Europa
- Sciame di dicchi Egersund (Norvegia sudoccidentale)
- Sciame di dicchi Kattsund-Koster (Norvegia sudorientale, costa occidentale della Svezia)
- Sciame di dicchi Kildonan (Isle of Arran, Scozia)
- Sciame di dicchi Kirov (Russia)
- Sciame di dicchi Scourie (Scozia nordoccidentale)
- Sciame di dicchi Orano (Isola d'Elba, Italia)
- Sciami di dicchi Satakunta, Finlandia
- Sciame di dicchi Sayda-Bergiesshuebel (Sassonia, Germania)
- Sciame di dicchi degli Urali, Russia[5]
- Sciame di dicchi del Mare di Barents

### Nord America

#### Canada
- Sciami di dicchi Bella Bella e Gale Passage (Columbia Britannica centrale)
- Sciame di dicchi Franklin (Canada settentrionale)
- Sciame di dicchi Grenville (Ontario e Québec)
- Sciame di dicchi Mackenzie (Northwest Territories, Nunavut, Saskatchewan, Manitoba e Ontario)
- Sciame di dicchi Marathon (Ontario nordoccidentale)
- Sciame di dicchi Matachewan (Ontario orientale)
- Sciame di dicchi Mistassini (Quebec occidentale)
- Sciame di dicchi Sudbury (Ontario nordorientale)

#### Groenlandia
- Sciame di dicchi Kangaamiut (Groenlandia occidentale)

#### Stati Uniti

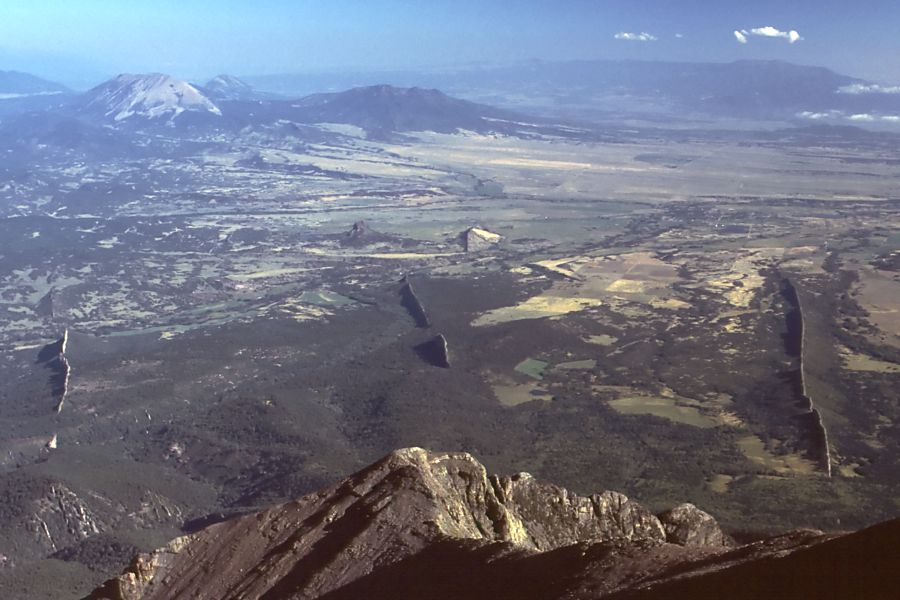
Dicchi magmatici che si irradiano dal West Spanish Peak, Colorado, U.S.

- Sciame di dicchi degli Spanish Peaks, Colorado meridionale[6]
- Sciame di dicchi Kennedy (Wyoming sudorientale)
- Sciame di dicchi radiale Magdalena (Nuovo Messico centrale)
- Sciame di dicchi del San Rafael Swell (Utah)
- Warm Springs Mountain dike swarm (Nevada)

### Sud America
- Sciami di dicchi associati ai Trappi del Paraná-Etendeka
  - Sciame di dicchi Cuaró, Uruguay
  - Sciame di dicchi del Paraguay orientale[7]
- Sciame di dicchi Ocros, Peru
- Sciami di dicchi dell'Uruguay
  - Sciame di dicchi Florida
  - Sciame di dicchi Nico Perez
  - Sciame di dicchi Treinta y Tres
- Sciami di dicchi di Tandil e Azul, provincia di Buenos Aires, Argentina.